# انفیلد سنتر (نیوهمپشر)
انفیلد سنتر (به انگلیسی: Enfield Center) یک منطقهٔ مسکونی در ایالات متحده آمریکا است که در شهرستان گرافتن، نیوهمپشایر واقع شده‌است. انفیلد سنتر ۲۶۴٫۸۷ متر بالاتر از سطح دریا واقع شده‌است.